# 马塞克
马塞克（荷蘭語：Maaseik，荷蘭語發音：[ˈmaːsɛi̯k]）是比利时弗拉芒大區林堡省的一座城市，东与荷兰接壤，通行荷蘭語，是弗拉芒社群的一部分，面积76.91平方千米，人口25,201人（2018年1月1日）。